# 1747 na ciência

## Eventos
- Bernhard Siegfried Albinus (1697-1770), contando com a ajuda do artista Jan Wandelaar (1691-1759), conseguiu produzir a conta mais exata de ossos e músculos do corpo humano.

## Nascimentos
| Data         | Nome         | Profissão                                | Nacionalidade | Observações | Ref   |
| ------------ | ------------ | ---------------------------------------- | ------------- | ----------- | ----- |
| 4 de janeiro | Vivant Denon | pintor, arqueólogo, escritor e diplomata | França        | m. 1825     | [ 1 ] |

## Mortes
| Data | Nome | Profissão | Nacionalidade | Observações | Ref |
| ---- | ---- | --------- | ------------- | ----------- | --- |

## Prémios
Medalha Copley
- Gowin Knight [2]